# 626
Cette page concerne l'année 626  du calendrier julien. Pour l'année 626 av. J.-C., voir 626 av. J.-C.
L'année 626 est une année commune qui commence un mercredi.

## Événements

### Asie
- 2 juillet, Chine : coup de la porte Xuanwu ; les frères de Li Shimin, jaloux, tentent de l’assassiner mais sont tués[1].
- 4 septembre : l'empereur Tang de Chine Li Yüan abdique en faveur de son fils Li Shimin qui prend le nom de Taizong[2].
- 23 septembre : les Turcs orientaux de El-qaghan et de Toloui se présentent de nouveau devant Ch’ang-an. Taizong sort de la ville à la tête de ses troupes et leur propose un combat singulier, à la manière des guerriers de la steppe. La paix est signée le lendemain[2].

### Europe
- Printemps : mort d'Adaloald, roi des Lombards déposé en 626. Arioald est reconnu dans tout le royaume (fin en 636)[3]. Il fixe sa cour à Pavie et réorganise l'administration du royaume avec une bureaucratie inspirée du système byzantin[4].
- 20 avril, Pâques : le roi Edwin de Northumbrie échappe à un attentat. Il fait le vœu de se convertir au christianisme. Peu après une assemblée des nobles du royaume (witan) réunie à Goodmanham décide la conversion des Angles[5].
- 14-15 mai : émeutes à Constantinople des soldats de la garde (scholae), furieux de la suppression des distributions de l'annone et de l'augmentation du prix du pain. Le patriarche les calme en leur sacrifiant le trésorier Jean Seismos[6].
- 29 juin : les Avars, alliés des Perses se présentent devant Constantinople pendant que l'armée perse de Charbaraz occupe Chalcédoine et que celle de Shahin Vahmanzadegan attaque l'empereur d'Orient Héraclius ; ce-dernier divise ses forces, envoie un corps de 12 000 cavaliers soutenir la capitale, laisse son frère Théodore tenir tête à Shahin, et remonte vers le nord, jusqu'au Lazique où il sollicite l’aide des Khazars (40 000 hommes) pour attaquer les Sassanides[7].
- Juillet : l'armée de Shahin (50 000 hommes) est battue par Théodore entre Koloneia (Şebinkarahisar) et Satala (en) (Sadak, au nord d'Erzincan)[8].
- 29 juillet : début du siège de Constantinople[6].
- 2 et 7 août : échec des assauts des Avars contre Constantinople[7]. Leur flotte est anéantie et ils sont écrasés par les armées du patriarche Serge et du fils de l’empereur (Constantin) qui invoquent la Vierge (Théotokos)[6].
  - Cette défaite définitive est le signal de la révolte pour les tribus slaves soumises par les Avars. Le Franc Samo prend la tête de la révolte et s’affirme comme chef des territoires libérés, la Moravie, la Bohême, la Basse-Autriche et la Serbie blanche (631)[4].

Concile de Clichy. Diocèses représentés par un évêque (en rose) et représentés par un délégué (en vert).

- Concile de Clichy (626-627) : les évêques devront être choisis dans la communauté dont ils ont la charge. Le concile défend aux clercs et aux laïques de pratiquer l’usure, ce qui provoque l’augmentation des taux d’intérêt[9].
- À la mort du maire du Palais de Bourgogne Warnachaire II (Garnier), son fils Godin épouse sa belle-mère ; il est assassiné près de Chartres en allant faire un pèlerinage dans les grands sanctuaires (Saint-Médard de Soissons, Saint-Denis, Saint-Aignan d’Orléans, Saint-Martin de Tours) pour expier cette faute. La même année, Clotaire II réunit à Troyes les grands et leudes de Bourgogne, qui refusent que l'on désigne un nouveau maire du Palais[10].

## Naissances en 626
- Eanflæd
- Gertrude de Nivelles
- Héraclonas
- Al-Hussein ibn Ali
- Tenji

## Décès en 626
- Fiachnae mac Báetáin
- Soga no Umako
- Warnachaire II